# 1736年臺南地震
1736年臺南地震是指1736年1月30日发生于臺灣（嘉義・台南・彰化）的一场地震。该次地震震中位于23°06′N 120°18′E / 23.1°N 120.3°E，芮氏規模是6.0。372人死亡、傷129、房倒698。

## 災害情形
- 372人死亡
- 129人受傷
- 698棟房屋倒塌